# Oïlée
Pour les articles homonymes, voir Oïlée (homonymie).
Dans la mythologie grecque, Oïlée (en grec ancien Ὀϊλεύς / Oïleús ou Ἰλεύς / Ileús) est un roi de Locride et un Argonaute, père d'Ajax le Petit.

## Étymologie
En grec ancien, Oïlée se nomme Ὀϊλεύς / Oïleús. Cependant, la forme Ἰλεύς / Ileús se retrouve anciennement chez plusieurs auteurs grecs (Hésiode, Stésichore et Pindare) ainsi que certains artefacts archéologiques (notamment une amphore du British Museum et une ciste de Préneste),. L'omicron initial pourrait être issu d'un digamma disparu (Ϝιλεύς / Wileús), dont la trace se retrouve sur une fresque de la tombe François,. Ce nom peut ainsi être rapproché de celui d'Ilos, héros éponyme de Troie (ou Ilion).
Un autre hypothèse abandonné est un lien avec ἵλαος / hílaos (« gentil », « bienveillant »).

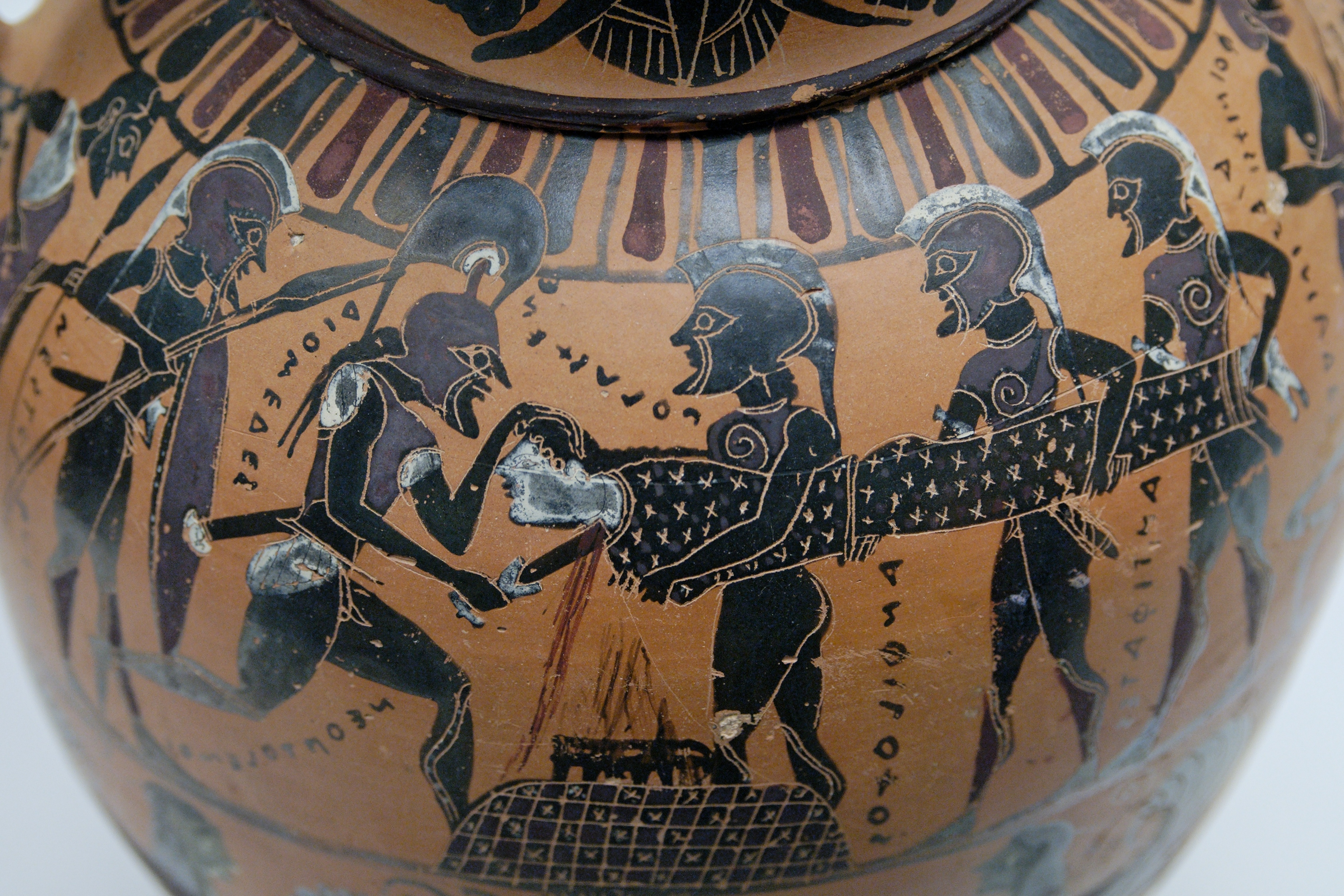
Amphore attique à figures noires du VIe siècle av. J.-C. portant l'inscription grecque « ΑΙΑΣ ΙΛΙΑΔΕΣ / AIAS ILIADES » (British Museum).
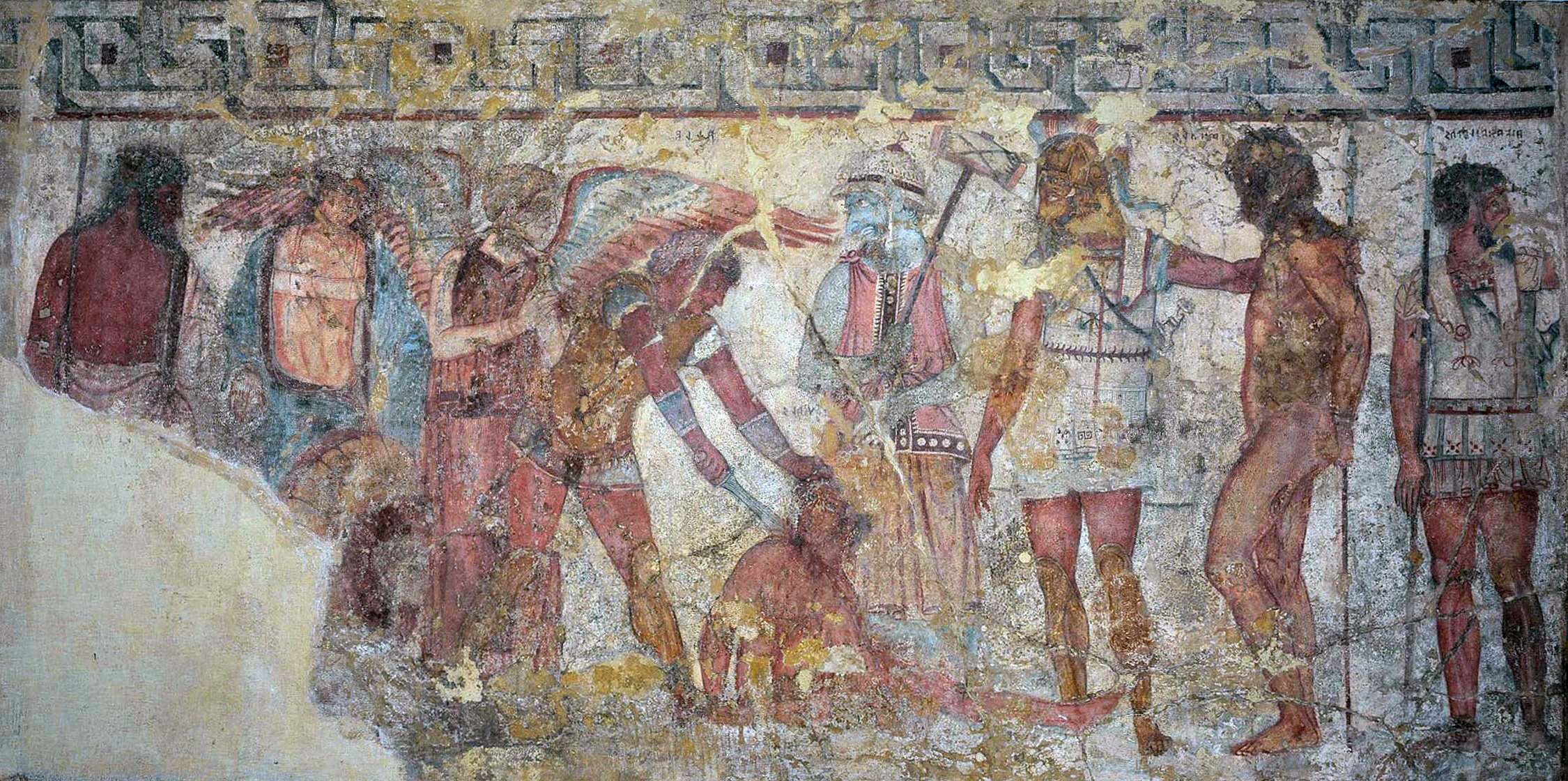
Fresque de la tombe François, datée du IVe siècle av. J.-C., portant l'inscription étrusque « AIVAS VILATAS » (villa Albani).

## Mythe
Les sources antiques proposent trois ascendances pour Oïlée. Hellanicos, cité par Étienne de Byzance, par la suite repris par Lycophron et Eustathe de Thessalonique, le désigne comme le fils de Hodoedocos et de Laonomé (de) : il est ainsi le petit-fils de Cynos (de) et l'arrière-petit-fils d’Opus. Hygin le considère quant à lui comme le fils de Laodicus (ou Leodicus) et Agrianomé (it). Enfin, dans un fragment d'Hésiode, il est le fils d'Apollon et d'une nymphe troyenne, rencontrée par le dieu alors qu'il construit la muraille de la cité avec Poséidon.
Dans l'Iliade, il est le père d'Ajax, dit « le Petit » avec Ériopis (pt),. On lui attribue aussi un deuxième fils, Médon (de), avec Rhéné (pt) ou Alcimaché, ; celles-ci sont parfois désignées comme la mère d'Ajax.
Oïlée est le roi des Locriens d'Oponte. Seul Hygin précise ses origines, la ville de Naryka (en), tout comme son fils Ajax pour Strabon.
Il prend part à la quête de la Toison d'or avec les Argonautes. Reconnu pour sa bravoure et son habileté, il est blessé par les oiseaux du lac Stymphale et soigné par Éribotès (en).
Dans une tragédie perdue de Sophocle, Oïlée réconforte Télamon à la mort de son fils, Ajax le Grand, avant d'apprendre le décès de son propre fils.

## Postérité
L'astéroïde troyen de Jupiter (9907) Oïlée, découvert le 24 septembre 1960 par Cornelis Johannes van Houten et Ingrid van Houten-Groeneveld à l'observatoire Palomar, est nommé en référence à Oïlée.

### Sources antiques
- Argonautiques orphiques [détail des éditions] [lire en ligne], 193.
- Pseudo-Apollodore, Bibliothèque [détail des éditions] [lire en ligne], III, 10, 8.
- Apollonios de Rhodes, Argonautiques [détail des éditions] [lire en ligne], I, 74-76 ; II, 1036-1037.
- Homère, Iliade [détail des éditions] [lire en ligne], II, 527 ; II, 726-728 ; XIII, 694-696 ; XV, 333.
- Hygin, Fables [détail des éditions] [(la) lire en ligne], XIV.
- Lycophron, Alexandra [détail des éditions] [lire en ligne], 1150.
- Strabon, Géographie [détail des éditions] [lire en ligne], IX, 425.
- Valerius Flaccus, Argonautiques [détail des éditions] [lire en ligne], I, 372.